# La 1
La 1 або La Uno (Перший) (до 30 вересня, 2007 «La Primera», «TVE1a») це іспанський телевізійний канал, який контролюється іспанською національною телекомпанією TVE. Найчастіше транслює новини, розважальні, документальні, та дискусійні програми. Також під уряду підпорядковується інший канал TVE — TVE2, La Segunda (Другий).